# Zdrojówki
Zdrojówki – część miasta Dobre w Polsce położona w województwie mazowieckim, w powiecie mińskim, w gminie Dobre.
Dawniej samodzielna wieś w gminie Rudzienko w powiecie radzymińskim. 22 marca 1916 wraz z gminą Rudzienko przyłączone do nowo utworzonego powiatu mińskomazowieckiego, gdzie w 1933 roku utworzyły gromada (sołectwo) w gminie Rudzienko. W latach 1954–1972 w gromadzie Dobre, a od 1973 w gminie Dobre.
1 stycznia 2013 utraciła samodzielność, włączając ją do wsi Dobre. Zdrojówki zachowały jednak status odrębnego obrębu ewidencyjnego. W związku z nadaniem Dobremu statusu miasta 1 stycznia 2024, cały obręb ewidencyjny Zdrojówki (95,49 ha) wszedł w skład nowego miasta. W latach 1975–1998 miejscowość administracyjnie należała do województwa siedleckiego.